# Mühlebach (Dornbirn)
Mühlebach ist ein Ortsteil im südlichen Gemeindegebiet der österreichischen Stadt Dornbirn, Bundesland Vorarlberg. Mühlebach gehört zum ältesten Dornbirner Siedlungsgebiet.

## Namensherkunft
Mühlebach ist eine Flur- und Ortsbezeichnung, die sich in Vorarlberg neben Dornbirn z. B. auch in Altach, Bezau, Bludenz, Bürserberg, Feldkirch, Hard, Hörbranz, Innerbraz, Lustenau, Mellau, Mittelberg, Schnepfau und in Sulzberg findet. Mühlebach bezeichnet einen Bach, der zum mechanischen Antrieb einer Mühle genutzt wurde bzw. wird. Eine solche bestand in Mühlebach noch bis in die Mitte des 20. Jahrhunderts.

## Geschichte
Das Mühlebach war eine Besitzung der Herren von Sigberg und wurde von Johann von Sigberg am Gallustag 1318 an Ulrich I. von Hohenems um 250 Mark Silber verkauft, wobei der Name „Mühlebach“ (Mülibach) erstmals urkundlich erwähnt wurde (siehe auch: Geschichte Dornbirns). Eine hier befindliche Burg der „Herren von Sigberg“ wurde immer wieder vermutet, jedoch bislang nicht aufgefunden. Zum Mühlebach gehört das „Bürgle“ (582 m ü. A.), eine Anhöhe zwischen dem Karren und der Dornbirner Ache.
Um 1600 befanden sich in Mühlebach rund 30 Häuser, 17 Familien waren leibeigen. Am 25. März 1848 kam es zu einer Feuersbrunst, bei der acht Höfe zerstört wurden.

## Geografie, Topografie und Geologie
Mühlebach liegt als Teil des Bezirks Hatlerdorf im Süden des Dornbirner Siedlungsgebiets auf etwa 460 m ü. A. und ist vom Stadtzentrum von Dornbirn etwa 2 km Luftlinie entfernt. Es liegt leicht erhöht am Fuße des Karrens.
Vom Mühlebach über das Haslach nach Emsreute führt ein fossilreicher Bereich, eine Schuppenzone aus dem Eozän, die besonders im Bereich des unteren Küferbachs Großforaminiferen, wie z. B. Nummuliten und Dicocyclinen aber auch Muschelschalen aufweist.

## Religion
In Mühlebach befindet sich die Lourdeskapelle. Vor 1837, als die Kapelle am heutigen Standort errichtet wurde, befand sich eine Kapelle etwa 150 m weiter südlich bei der Küferbachgasse/Haslachgasse.

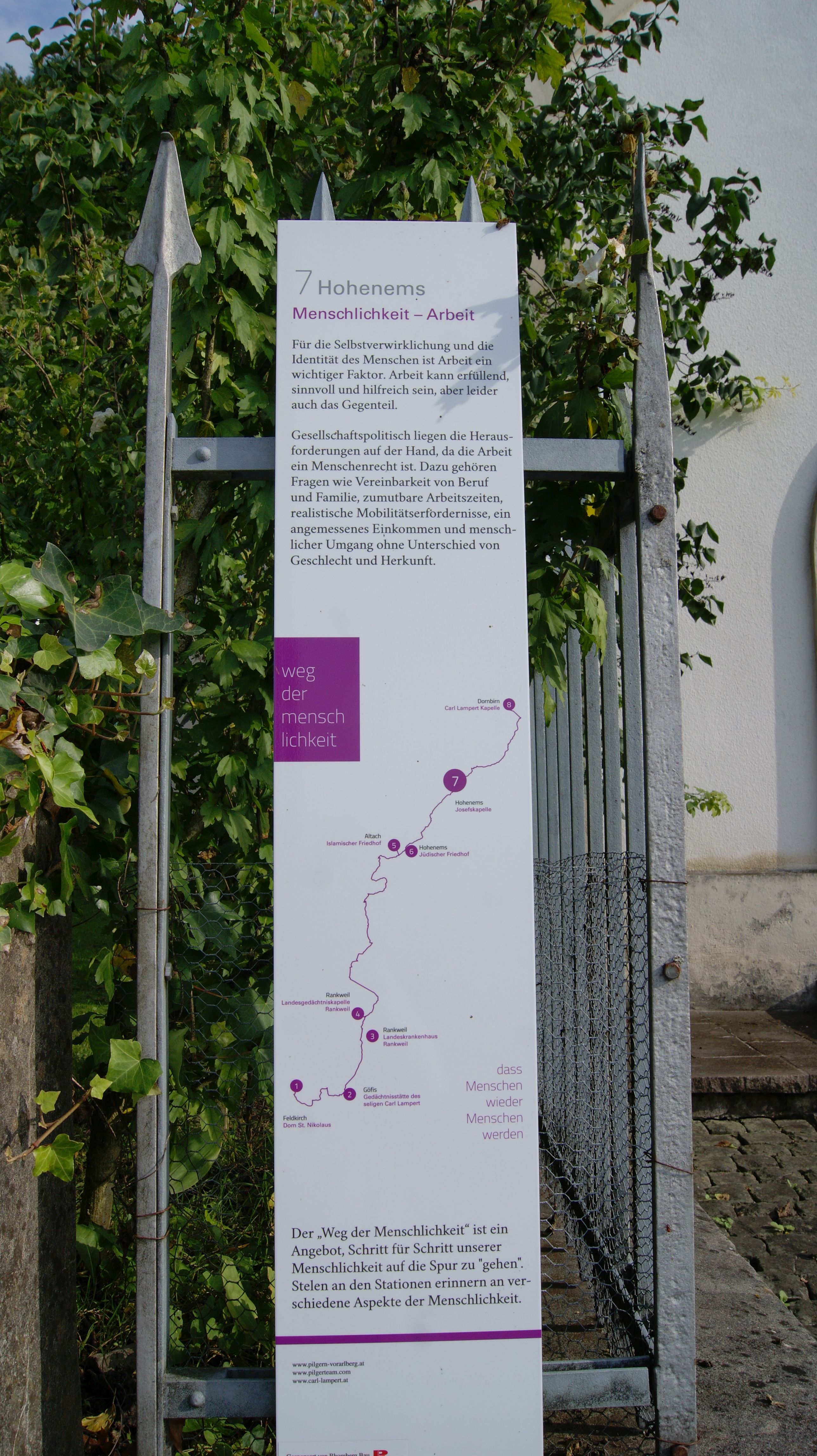
Hinweisschild zum Weg der Menschlichkeit bei der Kapelle Unterklien.

Von Feldkirch herunter über Hohenems Oberklien – Unterklien – Wallenmahd – Haslach – Mühlebach führt ein 35 km langer Pilgerweg (Weg der Menschlichkeit) nach Dornbirn zur Stadtpfarrkirche St. Martin.

## Verkehr und Wirtschaft
Über Mühlebach führte seit Alters her die alte Landstraße von Hohenems nach Haselstauden (über Haslach, Mühlebach, Achmühle, Oberdorf, Steinebach und Kehlen – Römerstraße), Diese Verbindung war teilweise steinschlaggefährdet (siehe Breitenberg).
Mühlebach war Jahrhunderte geprägt von der Landwirtschaft und den damit verbundenen Nebengewerben sowie kleinen Handwerksbetrieben. Es wurde Weinbau für den regionalen Verkauf im Mühlebach und am Unterbürgle betrieben.

## Gewässer
Der Bach, der ursprünglich dem Ortsteil Mühlebach den Namen gab, ist heute nicht mehr so benannt. Der Bach wird heute im oberen Bereich als Tobelbach und Sägebach bezeichnet und trägt den amtlichen Namen Küferbach und mündet bei Gewässerkilometer 1,85 in den Fallbach. Der Bach wurde ursprünglich zum mechanischen Antrieb von Sägen und Mühlen genutzt.
Weitere kleine Gewässer, wie der Haslachbach, Hohlkenerbach oder Lehmgraben haben nur regionale Bedeutung.

## Bekannte Personen

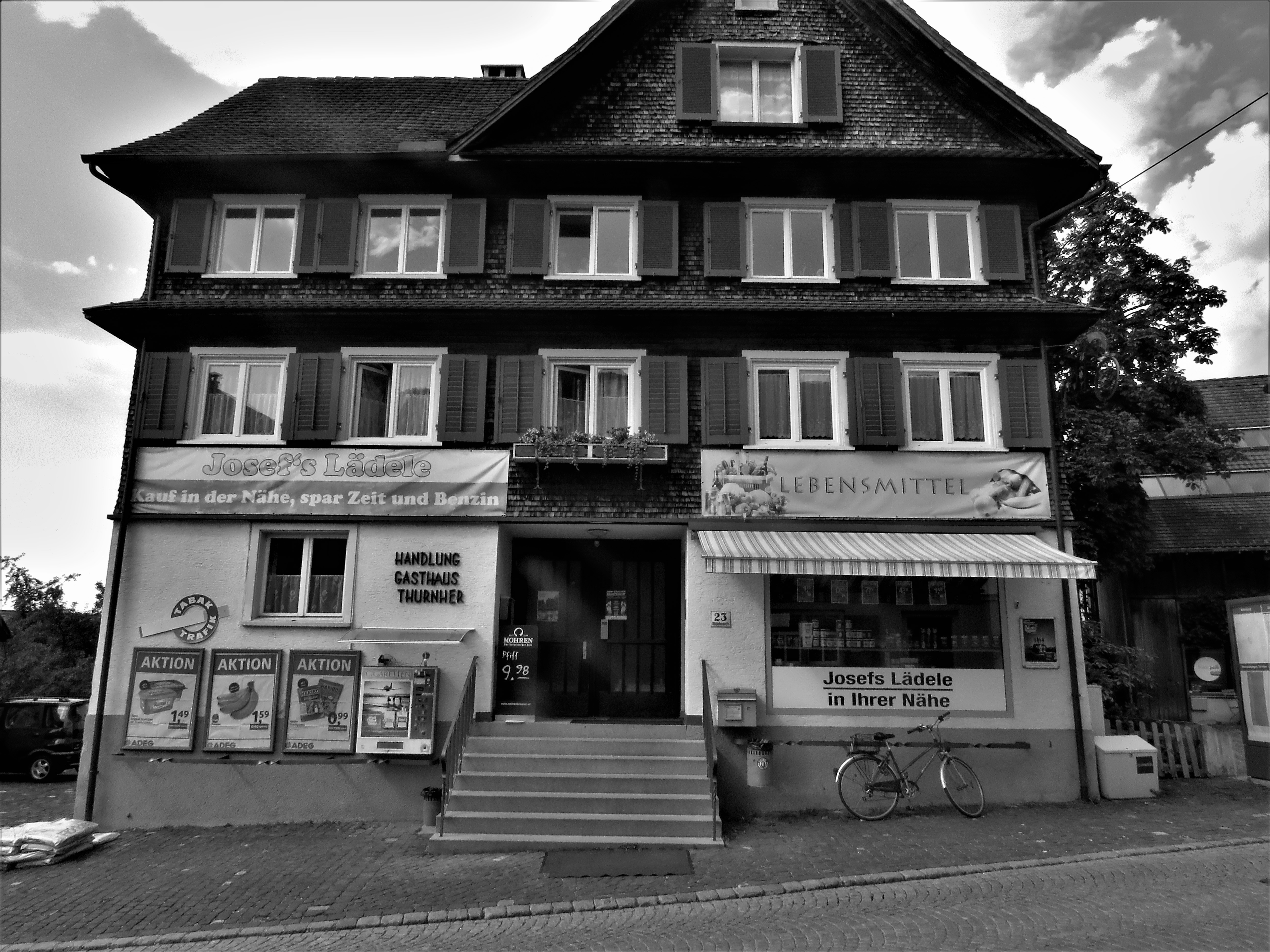
Der Dorfladen im Zentrum von Mühlebach

- Patrick Bechter, der für den SC Mühlebach startete.